# جلكى نهرية أوروبية
جلكى نهرية أوروبية (الاسم العلمي: Lampetra planeri) هي نوع من الحيوانات المائية يتبع جنس جلكى لاحسة الحجر من فصيلة الجلكية.